# ستان كوليس
ستان كوليس (بالإنجليزية: Stan Cullis)‏ مواليد 25 أكتوبر 1916 في إنجلترا - الوفاة 28 فبراير 2001 في ورشستر، إنجلترا، كان لاعب كرة قدم إنجليزي كان يلعب في مركز الدفاع.

## المسيرة الاحترافية

### أندية لعب لها
- وولفرهامبتون واندررز

## وصلات خارجية
- الموقع الرسمي